# Giovanni Britto
Giovanni Britto (Germania, circa 1500, prima del 1530 – forse Venezia, dopo il 1550) è stato un incisore e illustratore tedesco.

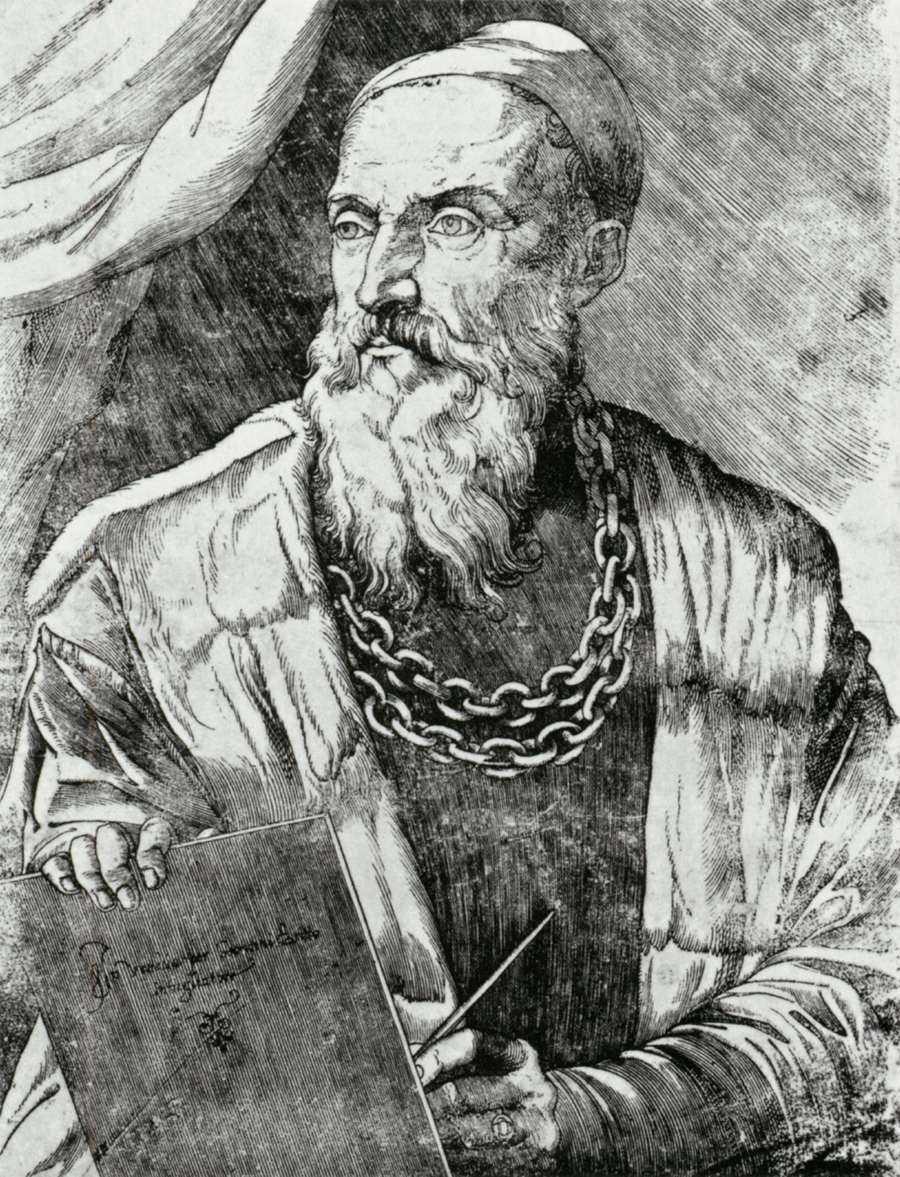
Stampa autoritratto di Tiziano

Non si conosce molto di questo xilografo di origine tedesca.
Si crede che possa aver diretto la bottega del tipografo Francesco Marcolini da Forlì e quindi sia entrato in contatto con chi la frequentava tra cui Pietro Aretino, Sansovino, Tiziano,  Tintoretto, Sebastiano del Piombo.
Delle tante opere delle edizioni del Marcolini, è certa la collaborazione del Britto solo per due: la stampa del 1536 del Petrarcha spirituale di Gerolamo Malipiero e la stampa del 1543 di La congiuratione de Gheldresi contra la città d'Anversa di Joannes Servilius.
Per altre eventuali opere non si conosce molto, sia perché gran parte della produzione delle edizioni Marcolini era anonima, sia perché le edizioni derivanti da opere dell'Aretino, Tansilio, Mezzabarba furono distrutte dalla Santa Inquisizione.